# ويليام هنري بيركن
السير ويليام هنري بيركن (بالإنجليزية: William Henry Perkin)‏ (12 مارس 1838 - 14 يوليو 1907) هو كيميائي بريطاني عرف باكتشافه وهو بعمر 18 لصباغ الأنيلين الذي سمي الموفين.

## اكتشاف الموفين
في سنة 1853، بلغ بيركين الخمس عشر سنة، وانتسب إلى الكلية الملكية للكيمياء في لندن (الآن هي جزء من كلية لندن الإمبراطورية Imperial College London) حيث بدأ دراساته تحت إشراف أوغست فلهيلم فون هوفمان.
في تلك الأيام، كانت الكيمياء في مراحلها الأولى: فمع قبول النظرية الذرية، واكتشاف العناصر الأساسية، والتقنيات لتحليل خصائص العناصر في العديد من المركبات، إلا أنه من الصعب اقتراح وتحديد ترتيب العناصر في المركبات. نشر هوفمان نظرية حول إمكانية اصطناع الكينين (quinine)، وهي مادة طبيعية غالية الثمن تستخدم في معالجة الملاريا. وحين أصبح بيركين مساعد هوفمان، بدأ بسلسلة من التجارب للوصول إلى هذه الغاية. وبينما كان هوفمان أثناء عطلة عيد الفصح سنة 1856 يزور بلده الأم ألمانيا، أجرى بيركين بعض التجارب في مخبره الشخصي في بيته في الطابق العلوي من منزله، حيث اكتشف اكتشافه العظيم: يمكن تحويل الأنيلين جزئيا إلى مزيج خام يعطي باستخلاصه في الكحول مادة ذات لون أرجواني كثيف. وقد كان بيركين مهتما بالرسم والتصور الضوئي، لذلك أصبح متحمسا لهذه النتيجة وأجرى عدة محاولات أخرى مع صديقه أرثر شارش وأخيه توماس. ولأن هذه التجارب لم تكن جزءا من عمل الكينين الموكل لبيركين، قام الثلاثة بالتجارب في كوخ في حديقة بيركين لإبقائها سرا عن هوفمان. لقد أقنع الثلاثة أنفسهم بأنهم قادرون على إنتاج مادة أرجوانية وتسويقها كصباغ، سمي لاحقا الموفين. أشارت تجاربهم الأولية إلى أن الموفين يصبغ الحرير صباغة مستقرة عندما يغسل أو يتعرض للضوء. وقد قدم بيركين أوراقه لبراءة اختراع في أغسطس 1856 م عندما كان يبلغ 18 من العمر. في ذلك الوقت كانت الأصبغة المستخدمة في تلوين الألبسة هي أصبغة طبيعية، غالية الثمن وتتطلب الكثير من الوقت والجهد المضني (يلزم 140000 حشرة قرمزية تقريبا لصناعة 50 غرام من صبغة الدودة القرمزية ). وكان يعوزها الثبات، أو الثباتية اللونية. لقد كان اللون الأرجواني رمزا للأرستقراطية منذ الأزمنة القديمة وكان باهظ الثمن وصعب الحصول عليه، فالصباغ الطبيعي يسمى أرجوان صور وكان يستخرج من رخويات بحرية تسمى موركس، يستخدم لصباغة الصوف والحرير. 10000 رخوي يعطي حوالي 1,2 غ من الصباغ النقي. فكان استخراجها الصعب قد أوحى إلى بيركين وأخيه بتسويق اختراعهم وطرحه تجاريا.
لم يكن الوقت والمكان أنسب مما كانا لبيركين، فبريطانيا مهد الثورة الصناعية مدفوعة بالإنتاج المتقدم للنسيج، وعلوم الكيمياء تقدمت لدرجة كبيرة أثرت على العمليات الصناعية، وقطران الفحم، وهو المصدر الأساسي للمواد الخام اللازمة في هذه العمليات كان وافرا كمنتج جانبي لعملية صناعة غاز الاستصباح وفحم الكوك. لقد واجهت بيركين عدة قضايا بعد اختراعه للصباغ، فقد كان عليه أن يجمع رأس المال لإنتاجه بسعر مخفض، وأن يلائم الصباغ لصباغة القطن، وأن يحوز الصباغ على قبول الصباغين، وأن يوجد له طلبا بين الجمهور. وقد عمل بيركين على هذه القضايا، فأقنع أبوه بتمويل المشروع، وأخيه من أجل أن يشاركه في إنشاء المعمل، واخترع المرسخ اللوني من أجل صباغة القطن، وقدم خدماته الاستشارية لصناعة الصباغة، ونشر اختراعه. وقد ازداد الطلب على الصباغ بعد أن اعتمدت الملكة فيكتوريا لونا مشابها له في إنكلترا، كما اعتمدته الإمبراطورة أوجيني زوجة نابليون الثالث في فرنسا، وأصبحت تنورة الكرينولين (تنورة منتفخة ذات أسلاك) مطابقة لزي العصر، وتستهلك كمية كبيرة من النسيج. وبفضل العمل الشاق، وبعض الحظ أيضا أصبح بيركين غنيا.
وبعد اكتشاف الموفين، ظهرت العديد من أصبغة الأنيلين الجديدة (بعضها من اكتشاف بيركين نفسه)، وانتشرت المعامل التي تنتجها في أوروبا، وبدأت حربا تجارية دولية بالنسيج والأصبغة.

## روابط خارجية
- ويليام هنري بيركن على موقع الموسوعة البريطانية (الإنجليزية)
- ويليام هنري بيركن على موقع إن إن دي بي (الإنجليزية)